# Kalani Hilliker
 (octobre 2019).
Kalani Brooke Hilliker, née le 23 septembre 2000, est une danseuse, actrice, mannequin, créatrice de mode et vidéaste web américaine. Elle a connu la gloire en 2013 avec la série réalité sur Lifetime avec Ultimate Dance Abby Competition, puis est apparu sur Dance Moms, en devenant une actrice régulière dans la quatrième saison jusqu'en 2017.

## Carrière
Kalani est une danseuse, actrice, mannequin, créatrice de mode et youtubeuse américaine. Elle a pris de l'importance en jouant dans Dance Moms sur Lifetime, aux côtés de sa mère Kira Girard. Elle s'efforce de devenir une danseuse professionnelle ou une créatrice de mode. En 2011, Hilliker faisait partie du groupe de danse AKsquared, les premiers lauréats du concours Make Your Mark: Ultimate Dance de Disney - Édition Off - Shake It Up . Elle et le groupe ont participé à Shake It Up de Disney afin de remporter le concours. Au début de 2013, Hilliker avait joué un petit rôle dans un épisode de la série télévisée de courte durée ABC Family, Bunheads. En 2014, elle est apparue sur Dance Moms lors de sa quatrième saison, devenant un membre régulier de la distribution lors de sa cinquième saison de 2015 à 2017.
En 2011, elle a concouru pour le titre de Meilleur danseuse féminin lors du premier concours national annuel de danse, The Dance Awards, qui s'est tenu à New York. Elle a terminé deuxième parmi les 100 danseurs de la catégorie. En 2013, Kalani a remporté le titre de meilleure danseuse junior aux Dance Awards, représentant le Club Dance Studio, qui s'est tenu à New York. En 2015 et 2016, Hilliker a concouru pour le titre de meilleure danseuse féminin, terminant deuxième à deux occasions, la catégorie dépassant les 100 concurrents[source secondaire souhaitée].
En 2017 et 2018, Hilliker a été juge de la finale du concours Miss Teen USA. L'édition 2017 a eu lieu dans sa ville natale de Phoenix, en Arizona.
En 2018, elle a commencé à jouer dans la websérie Dirt.